# La Tulipe noire (film)
La Tulipe noire is een Frans-Italiaans-Spaanse mantel- en degenfilm van Christian-Jaque die werd uitgebracht in 1964.

## Verhaal
De provincie Roussillon in 1789, vlak voor de Franse Revolutie. De streek wordt opgeschrikt door een gemaskerde bandiet die 'de Zwarte Tulp' wordt genoemd. Hij heeft het gemunt op het fortuin van de rijke aristocratie. Door het gewone volk wordt hij gezien als een rechtspleger, een Robin Hoodfiguur. Politiehoofd La Mouche jaagt de Zwarte Tulp al enige tijd op maar slaagt er niet in hem in te rekenen.
Tijdens een schermutseling met de politie wordt de Zwarte Tulp aan het gezicht verwond. Omdat de snijwonde een litteken achterlaat loopt hij het risico niet meer anoniem te kunnen werken en herkend te worden. Daarom vraagt hij aan zijn tweelingbroer, zijn perfecte dubbelganger, zijn rol over te nemen.

## Rolverdeling
| Acteur            | Personage                                        |
| ----------------- | ------------------------------------------------ |
| Alain Delon       | Guillaume en Julien de Saint-Preux               |
| Virna Lisi        | Caroline Plantin                                 |
| Dawn Addams       | markiezin Catherine de Vigogne                   |
| Akim Tamiroff     | markies de Vigogne                               |
| Adolfo Marsillach | luitenant-generaal La Mouche, politie-intendant  |
| Francis Blanche   | Plantin, de vader van Caroline                   |
| Laura Valenzuela  | Lisette het kamermeisje                          |
| Robert Manuel     | prins Alexandre de Grassillac de Morvan-Le-Breau |